# Phyllactis praetexta
Phyllactis praetexta is een zeeanemonensoort uit de familie Actiniidae.
Phyllactis praetexta is voor het eerst wetenschappelijk beschreven door Couthouy in Dana in 1846.